# Cayo Egio Ambíbulo
Cayo o Gayo Egio Ambíbulo  fue un senador romano que desarrolló su carrera política en el primer tercio del siglo II, bajo los imperios de Trajano y Adriano.

## Origen
Senador de origen itálico, natural de Aeclanum (Mirabella Eclano) en la Regio II Apulia et Calabria de Italia, era nieto del caballero de Aeclanum Marco Pomponio Básulo Longiniano, a quien su nieto le dedicó un epitafio y su padre tenía su mismo nombre, Gayo Egio Ambíbulo. Al inicio de su carrera fue adoptado por el senador Lucio Mecio Póstumo, consul suffectus en 98, bajo Trajano, fallecido después de 105 y antes de 117.

## Carrera política
Conocemos su cursus honorum a través de dos inscripciones de su localidad de origen:

A:

[C(aio) Eggio C(ai?)] f(ilio) Cor(nelia) Ambibulo 

Pom[ponio Lon]gino Cassiano L(ucio) Mae

cio Pos[tumo co(n)s(uli)] flam(ini) Claud(iali) salio collino pr(aetori) 

candidato [proco(n)s(uli) pro]v(inciae) Macedoniae q(uaestori) candidato  4

divi Traian[i Part]hici ab eodem adlecto inter patri

cios seviro eq(uitum) [Rom(anorum) tr(ibuno) mil(itum)] leg(ionis) XI C(laudiae) P(iae) F(idelis) Xviro stlitibus iudicandis 

IIvir(o) q(uin)[q(uennalis) ---]t(?) col(oniae) p(ublice) d(ecreto) d(ecurionum)

B:

[C(aio) Eggio C(ai?) f(ilio) Cor(nelia)] 

[Ambibulo Pomponio] 

Long[ino Cassiano] 
 
L(ucio) Mae[cio Postumo ---]  4

Xvir(o) stlitibus iudicandis trib(uno) m[il(itum) leg(ionis) XI Cl(audiae) P(iae) F(idelis) seviro eq(uitum) Rom(anorum)] 

adle[cto inter patricios] 

ab (sic) di[vo Traiano Parthico] 

Aug(usti) [q(uaestori) candidato leg(ato) prov(inciae) Maced(oniae)]  8
 
[pr(aetori) candidato salio Collino] 

[flam(ini) Claud(iali) co(n)s(uli)] 

[-------]

Su carrera comenzó a finales del imperio de Trajano dentro del vigintivirato con el cargo de decemvir stlitibus iudicandis, encargado de juzgar los casos relativos a la posesión de la ciudadanía romana, para continuar como tribuno laticlavio de la Legio XI Claudia tal vez en Brigetio (Szőny, Hungría), para, al volver a Roma, ser designado seviro de una turma de caballeros romanos.
A partir de es momento, su carrera avanzó rápidamente, ya que Trajano le benefició con una adlectio inter patricios, convirtiéndolo en miembro del selecto grupo de familias senatoriales del patriciado, para acceder inmediatamente al cargo de cuestor candidato, es decir propuesto para el cargo por el propio emperador. Su siguiente puesto fue el de legado del procónsul de la provincia senatorial Macedonia, para pasar directamente a ser pretor candidato hacia 124, ya a propuesta de Adriano, en Roma. En ese momento fue admitido en el colegio sacerdotal de los salios colinos. Su carrera culminó como consul ordinarius en 126,  bajo, Adriano, teniendo como colega a Marco Annio Vero, cónsul por tercera vez, miembro del clan hispano y emparentado con Trajano, Adriano y con los futuros emperadores Antonino Pío y Marco Aurelio. También fue admitido en el colegio sacerdotal de los flámines claudiales, dedicados a honrar al divino Claudio.
Su colonia de origen le honró poco después de su consulado nombrándolo duoviro quinquenal, sustituyendo al emperador Adriano, quien, como era tradicional, había sido propuesto para ser duoviro en ella.